# Kuroi kawa
Kuroi kawa (黒い河? lett. "Fiume nero") è un film del 1957, diretto da Masaki Kobayashi.

## Trama
Nishida, uno studente di ingegneria, è costretto ad alloggiare in un decrepito caseggiato per risparmiare il più possibile. Situata nei pressi di una base militare americana, la casa è divisa in una decina di piccole stanze ed è abitata per lo più da prostitute, alcolizzati o famiglie di bassissima estrazione sociale; quasi nessuno riesce a pagare l'affitto e la proprietaria dell'immobile, un'avida cinquantenne, non vede l'ora di sfrattare gli inadempienti. L'occasione di cacciare gli inquilini si presenta quando un imprenditore è disposto a rilevare la proprietà, demolire l'edificio e costruirci un bagno pubblico. Per liberare il caseggiato, la padrone si avvale dei servizi di Jo, un violento delinquente fidanzato con la cameriera Shizuko, innamorata di Nishida. Nonostante l'opposizione degli affittuari allo sfratto, nel giro di poche settimane Jo e i suoi uomini riescono, con gran furbizia, a raggirarli tutti e a fargli liberare l'immobile. Il caseggiato viene demolito, Jo e i suoi uomini decidono di festeggiare la riuscita della missione. La festa però finisce in tragedia: Nishida e Shizuko, complici ed innamorati, uccidono Jo, spingendolo sotto un camion.